# Municipio de North Huntingdon
El municipio de North Huntingdon (en inglés: North Huntingdon Township) es un municipio ubicado en el condado de Westmoreland en el estado estadounidense de Pensilvania. En el año 2000 tenía una población de 29,123 habitantes y una densidad poblacional de 411 personas por km².

## Geografía
El municipio de North Huntingdon se encuentra ubicado en las coordenadas 40°23′00″N 79°44′29″O / 40.38333, -79.74139.

## Demografía
Según la Oficina del Censo en 2000 los ingresos medios por hogar en la localidad eran de $45,376 y los ingresos medios por familia eran $51,933. Los hombres tenían unos ingresos medios de $39,693 frente a los $26,285 para las mujeres. La renta per cápita para la localidad era de $20,786. Alrededor del 5,5% de la población estaban por debajo del umbral de pobreza.